# مجلة دراسات الصم وتعليم الصم
حول مجلة دراسات الصم وتعليم الصم (Journal of Deaf Studies and Deaf Education) هي مجلة أكاديمية محكّمة تُعنى بالأبحاث الأساسية والتطبيقية التي تتعلق بالأفراد الصم، وتشمل مواضيع تطورية، وثقافية، وتعليمية، ولغوية. تصدر عن دار نشر جامعة أكسفورد أربع مرات في السنة منذ إصدارها الأول في عام 1996.
تنشر المجلة أبحاثًا أكاديمية أصلية، ومراجعات أدبيات ودراسات تحليلية، ومراجعات منهجية، بالإضافة إلى ملخصات عملية للأسر والممارسين، ومراجعات كتب، ومواد موقّعة بلغة الإشارة.
تلتزم المجلة بزيادة التنوّع في جميع جوانب عملية النشر، من خلال إنشاء إجراءات تُعلي من قيمة وجهات النظر المهمّشة تاريخيًا وتُركّز عليها.

## المحررون
| المحرر            | سنوات الخدمة |
| ----------------- | ------------ |
| هانا دوستال       | 2022–الآن    |
| سوزان إيستر بروكس | 2016–2024    |
| مارك مارشارك      | 1996–2016    |

## الفهرسة والاستخلاص
تُفهرس المجلة وتُختصر في العديد من قواعد البيانات، منها:
CINAHL، Current Contents® /Social and Behavioral Sciences، Education Research Abstracts، E-psyche، Journal Citation Reports /Social Sciences Edition، Linguistics & Language Behavior Abstracts، MEDLINE with Full Text، ProQuest (بجميع قواعد بياناتها المتخصصة مثل Central، Health & Medical Complete، Medical Library، Nursing & Allied Health Source، وغيرها)، PsycINFO، Psychlit، Social Sciences Citation Index®، Social Scisearch®، Studies on Women and Gender Abstracts، The Standard Periodical Directory، Wilson OmniFile Full Text Mega Edition.

## وصلات خارجية
- الموقع الرسمي